# UTC+0:30
UTC+0:30 je vremenska zona koja se koristila na britanskim kraljevskim imanjima, a poznata je i kao Sandringhamsko vrijeme. Prestala se koristiti 1936. godine.
Također se koristila u Švicarskoj (Bernsko vrijeme) prije uvođenja srednjoeuropskog vremena 1894. godine.